# Cumulus Association
Cumulus Association, ou Cumulus International Association of Universities and Colleges of Art, Design and Media, est une association internationale d'universités et d'établissements formée à l'origine autour de la Aalto University School of Arts, Design and Architecture et du Royal College of Art in London en 1990 et reconnu par l'UNESCO depuis 2011.
L'association regroupe aujourd’hui 299 grandes écoles et universités d’art, médias et design à travers le monde. L'association Cumulus est un réseau permettant et facilitant les échanges d’étudiants et d’enseignants dans plus de 56 pays.

## Liste des membres
L'association Cumulus recense 299 membres dans plus de 56 pays différents.

### Établissements fondateurs
- Aalto University School of Arts, Design and Architecture[1]
- Royal College of Art in London[1]

### Établissements français membres

#### Écoles de design
- Académie Charpentier
- École Camondo
- École de communication visuelle
- École Intuit.lab[2]
- École nationale supérieure des arts décoratifs (EnsAD)
- École supérieure d'art et de design de Reims (ESAD)
- Ecole supérieure d’art et design de Saint-Etienne (ESADSE)
- École Supérieure des Arts Modernes (ESAM)[3]
- École nationale supérieure des arts appliqués et des métiers d'art Paris
- École Supérieure d'Art et de Design d'Orléans
- KEDGE Design School
- Haute école des arts du Rhin
- École de design Nantes Atlantique[4]
- École nationale supérieure de création industrielle (ENSCI)
- Institut supérieur des arts appliqués (LISAA)
- Paris College of Art (PCA)
- Ecole Duperré
- École Estienne[5]
- École Boulle
- École de direction artistique et d'architecture intérieure Penninghen
- Strate École de design[6]
- Supinfocom Rubika
- The Sustainable Design School (SDS)
- VISART Paris School of Visual Arts
- Conférence des écoles supérieures d'Arts appliqués de Paris (Césaap)
- École supérieure de design des Landes (ESDL)
- Y Schools (École supérieure de design de Troyes)

#### Écoles de journalisme
- Centre de formation des journalistes (CFJ)
- École W

#### Écoles de management
- Grenoble École de Management
- Y Schools (ESC Troyes)
- Kedge Business School

#### École d'audiovisuel
- École supérieure d'études cinématographiques (ESEC)